# Reichsabtei Rot an der Rot
Die Reichsabtei Rot an der Rot (früher Roth, Münchroth oder Mönchroth) in Rot an der Rot im heutigen Landkreis Biberach war eines der ersten Prämonstratenserklöster in Oberschwaben. Das geistliche Territorium grenzte im Westen an die Reichsabtei Ochsenhausen, im Norden an das Zisterzienserinnenstift Gutenzell, im Osten „über der Iller“ an die Reichskartause Buxheim und die freie Reichsstadt Memmingen und im Süden an das weltliche Territorium Waldburg-Zeil-Wurzach.

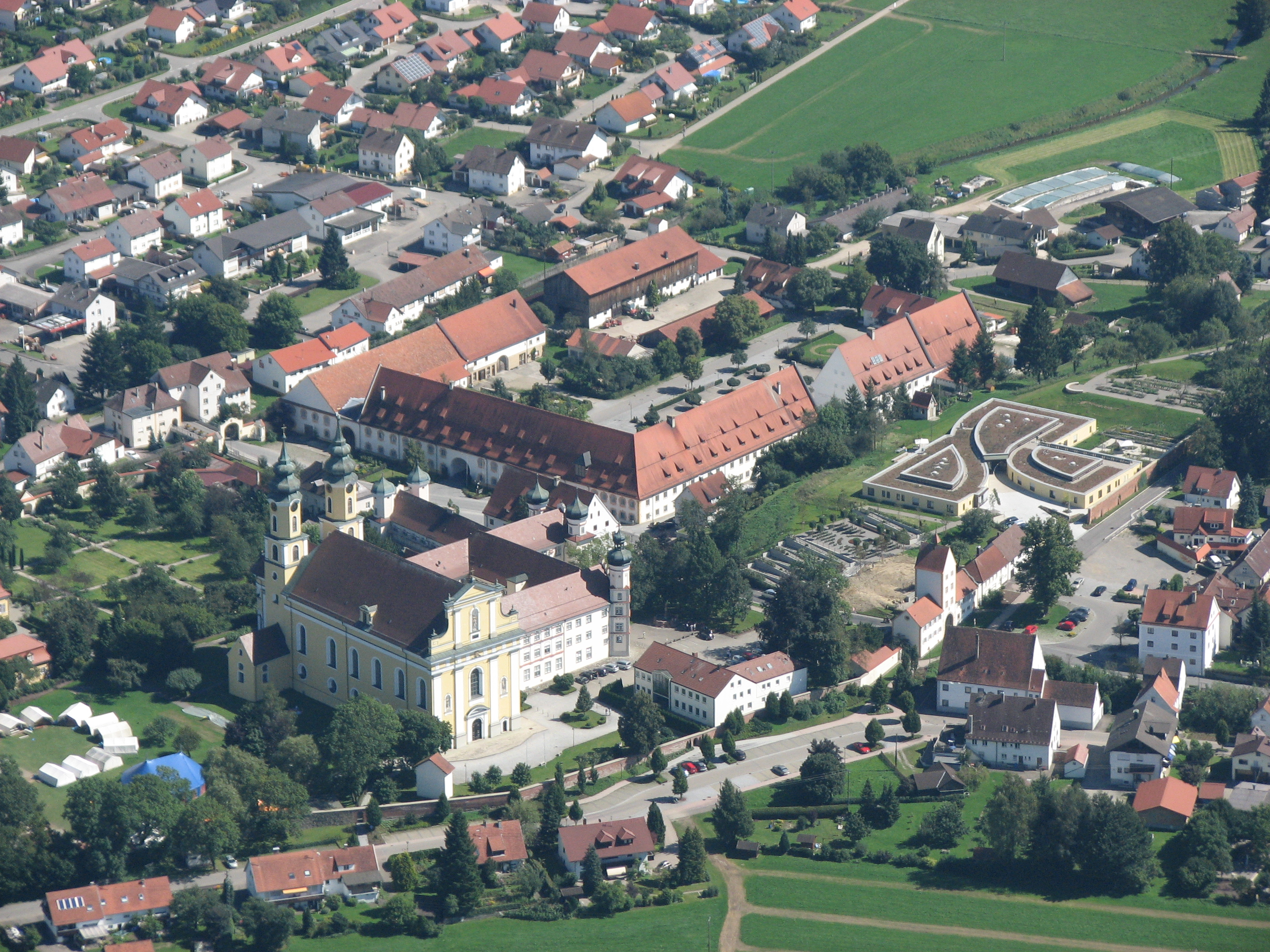
Die ehemalige Reichsabtei Mönchroth (Luftbild 2010)

## Gründung und erste Jahrhunderte
Das Kloster wurde vermutlich im Jahre 1126 durch Hemma von Wildenberg in Rota bei Biberach als Doppelkloster gestiftet und von Norbert von Xanten unter anderem von Prémontré aus besiedelt. Bereits 1140 war Mönchroth Abtei. Zudem wurde es Mutterkloster etlicher Prämonstratenserklöster, so von Wilten, Weißenau, Schussenried, Steingaden, Kaiserslautern und Marchtal. Es existiert die starke Vermutung, dass das Prämonstratenserstift Rot an der Rot von Anfang an direkt dem Papst unterstellt war und Vogtfreiheit genoss, so dass es Kaiser Friedrich Barbarossa im Jahr 1179 in seine Vogtei nehmen konnte.  Im 14. Jahrhundert erlebte das Kloster eine Verarmung. Der in unmittelbarer Nähe gelegene Frauenkonvent wurde um 1380 aufgelöst. Von ihm sind keine Reste erhalten, an der Stelle steht die Friedhofskirche. Erst unter dem sog. zweiten Gründer Abt Martin Hesser (1420–1457) aus Marchtal erlebte Kloster Rot eine neue Blüte. Die erste Abteikirche, die 1506 abgebrochen wurde, besaß 36 Ältäre und Bilder von Bernhard Strigel (jetzt in der Staatliche Kunsthalle Karlsruhe). Schon 1376 erreichte das Stift den Status der Reichsunmittelbarkeit, den es im 15. Jahrhundert als Reichsabtei ausbauen konnte, so dass es seit dem 16. Jahrhundert im Schwäbischen Reichsprälatenkollegium sowie im Schwäbischen Bund vertreten war. Seit etwa 1585 war der Abt infuliert. Schirmvogteien des Klosters waren zeitweise die Untere Landvogtei Schwaben und Waldburg-Zeil. Die Hochgerichtsbarkeit erlangte das Reichsstift erst im Jahr 1619. Im späten 16. bis hin ins 17. Jahrhundert wurde die Ordensdisziplin – wohl angeregt durch den Mönchrother Chorherrn Wilhelm Eiselin – unter Mithilfe der Dillinger Jesuiten restauriert. 1604 erwarb die Reichsabtei Rot zur Erweiterung ihres Territoriums die Herrschaft Kirchdorf.
In den Reichsmatrikeln von Worms aus dem Jahre 1521 wurde das Kloster mit der Stellung von zehn Soldaten und einem Reiter geführt. Zusätzlich wurden 60 Gulden jährlich an das Reichsregiment und das Kammergericht gezahlt. Die Reichstürkenhilfe belief sich 1568 auf 530 und 1599 auf 1407 Gulden.

## Zerstörung und Wiederaufbau

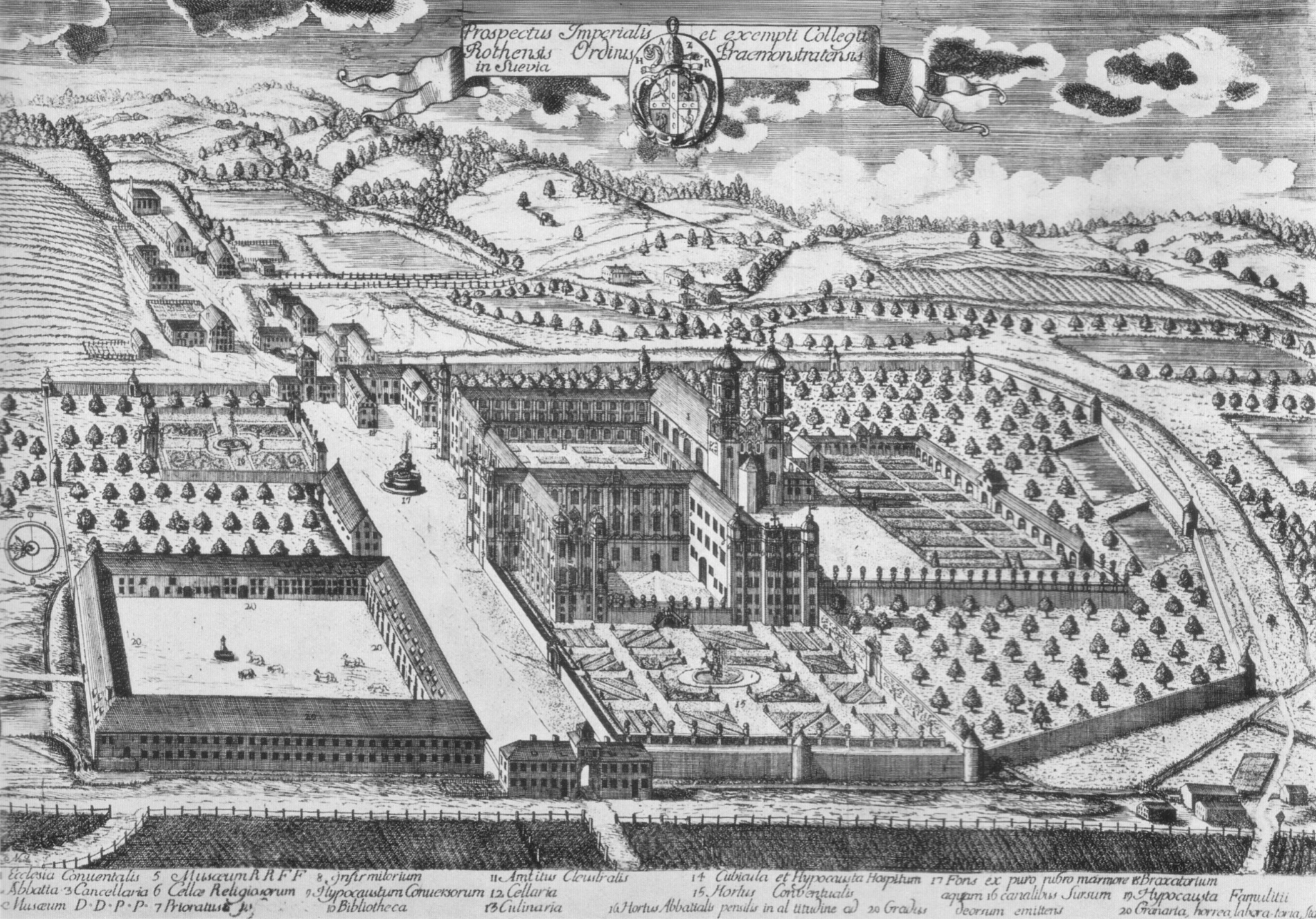
Reichsabtei Rot an der Rot (Stich von 1736)

Im Dreißigjährigen Krieg wurden Kloster und Territorium der Reichsabtei 1633 durch die Schweden geplündert. Im Frühjahr 1634 kam Kloster Rot als Schenkung durch die Schwedische Krone an den Schwedischen Generalmajor Klaus Conrad Zorn von Bulach. Nach der Zerstörung von Teilen des Klosters im Dreißigjährigen Krieg und der Vernichtung der gesamten Klosteranlage am 6. Mai 1681 durch Brandstiftung wurde das größtenteils noch bestehende barocke Kloster in den Jahren 1681–1702 neu errichtet. Die Prämonstratenser betreuten auch die 1734 entstandene Marienwallfahrt in Maria Steinbach. Nach der Französischen Revolution beherbergte der Konvent im Kloster Exilanten aus Frankreich.
Die Klosteranlage wird von der nach Vorarlberger Schema ausgeführten frühklassizistischen Abteikirche St. Verena mit breiter Raumwirkung überragt, die in den Jahren 1777–1786 neu erbaut und ausgestattet wurde, da Abt Mauritius Moritz (1760–1782) gegen den Willen des Konvents mit dem Abbruch hatte beginnen lassen. 1777–1779 wurde der Ostteil durch Baumeister Johann Baptist Laub errichtet, doch zum eigentlichen Neubau kam es erst unter Abt Willebold Held (1782–1789). Nach der Grundsteinlegung 1783 führten die Chorherren die Arbeiten zum Teil selbst aus. Die Ausstattung stammt von den Malern Andreas Meinrad von Ow und Januarius Zick, die Stuckarbeiten führte Franz Xaver Feuchtmayer II. aus. Beeindruckend ist das reiche Chorgestühl (errichtet 1691–1693). Die Chororgel stammt von Johann Nepomuk Holzhey (1785–1787), ebenso die Hauptorgel auf der Westempore (1789–1793). Sie entstand unter dem Abt und Musiker Nikolaus Betscher, dessen Wappen am Prospekt der Orgel angebracht ist. Die sterblichen Überreste des letzten Abtes wurden 1964 aus dem Friedhof bei St. Johann in die ehemalige Klosterkirche St. Verena überführt.
An die Kirche schließt sich die barocke Klosteranlage an, deren zahlreiche Türmchen ihr den Beinamen Oberschwäbischer Kreml eingetragen haben. Am Fuß des Klosterhügels steht die Ökonomie mit rechteckigem Grundriss, sie beherbergt heute das Rathaus.
An der Stelle des ehemaligen Frauenklosters, das 1380 aufgehoben wurde, steht seit dem 18. Jahrhundert die Friedhofskirche St. Johannes der Täufer, ein ovaler Bau im späten Rokokostil (erbaut 1738–1745). Als Architekt wird der spätere Abt Benedikt Stadelhofer (1694–1760) angesehen, der die Wallfahrtskirche Maria Steinbach entworfen hat.
Der 45. Abt der Reichsabtei war von 1789 bis 1803 Nikolaus Betscher, dessen kirchenmusikalische Kompositionen an seine Zeitgenossen Joseph Haydn, Michael Haydn und Mozart erinnern. Seit der Wiederentdeckung 1980 werden sie vermehrt wieder aufgeführt, insbesondere unterstützt durch die Forschungs- und Editionsstelle für oberschwäbische Klostermusik an der Universität Tübingen unter Leitung von Alexander Šumski und durch die Initiative des Kulturforums Rot an der Rot.

## Säkularisation bis heute

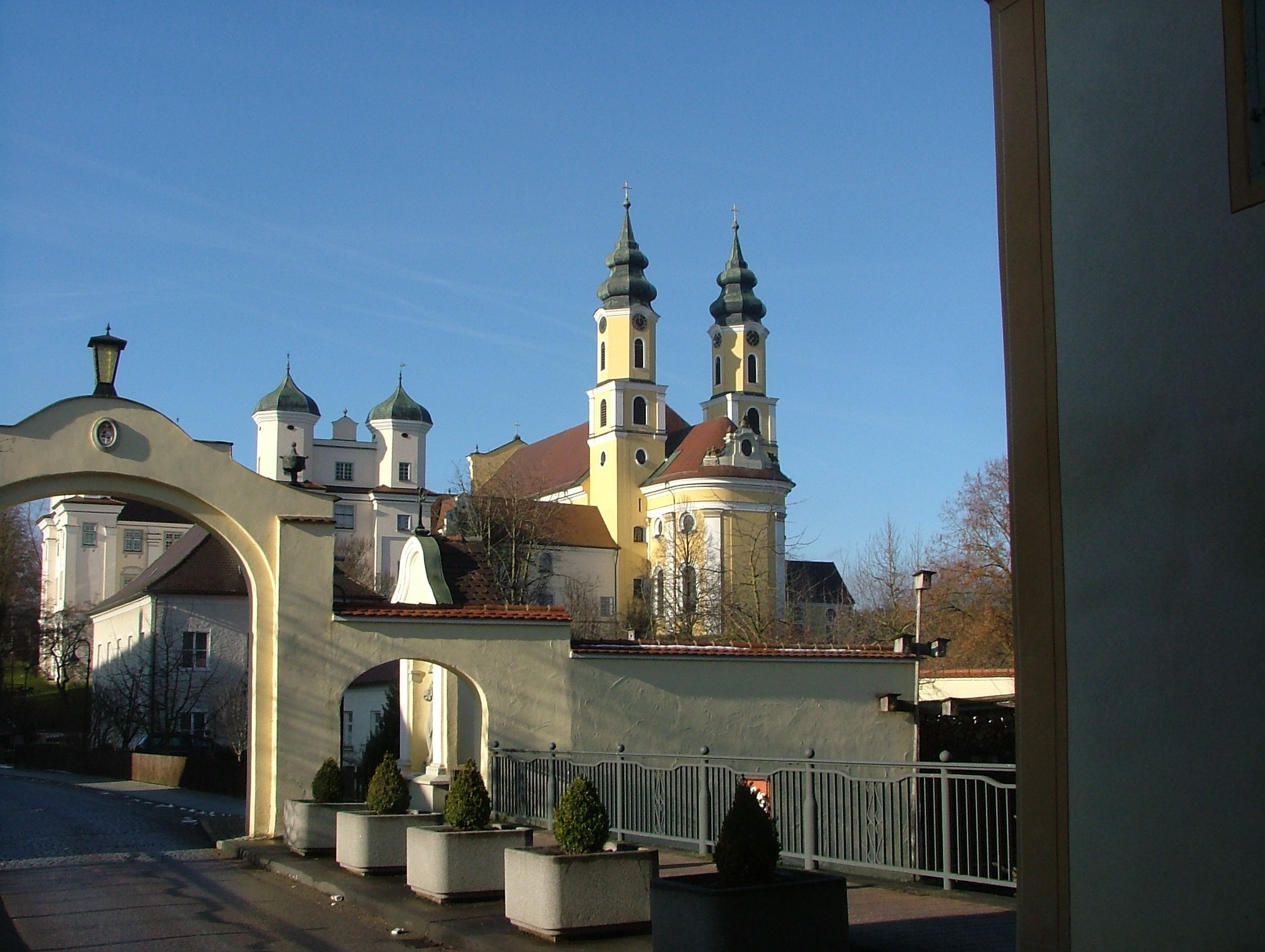
Das Kloster vom unteren Tor aus gesehen

Im Jahre 1803 wurden Kloster und Reichsstift entsprechend dem Reichsdeputationshauptschluss säkularisiert. Für kurze Zeit wurde ein Patrimonialobervogteiamt Rot an der Rot gebildet. Die Chorherren mussten die Anlage verlassen, das Kloster wurde zum Aussterbekloster erklärt und durfte keine Novizen mehr aufnehmen. Den Besitz und das Territorium der Reichsabtei, 13 Dörfer und Weiler, übernahmen zunächst die Grafen Kolb von Wartenberg als Entschädigung für ihre linksrheinische Grafschaft, die mit dem Frieden von Lunéville unter französische Herrschaft gefallen war. Wartenberg erschien mit seinen reichsgräflichen Beamten, die alle evangelischer Konfession waren. Im ehemaligen Refektorium der Kanoniker wurde ein provisorischer protestantischer Betsaal eingerichtet. Die Grafschaft Wartenberg-Roth gehörte bereits ab 1806 zum Königreich Württemberg und ging 1818 als Standesherrschaft (bis 1846) an die Grafen zu Erbach-Erbach, die sich seither auch Grafen von Wartenberg-Roth nennen.
1947 kehrten Prämonstratenserchorherren durch Zuzug vom Kloster Windberg nach Rot zurück, 1950 kam eine neu gegründete Gemeinschaft der Norbertus-Schwestern hinzu. 1959 verließen die Chorherren wegen fehlender Seelsorgeaufgaben Rot wieder und besiedelten die heutige Abtei Hamborn in Duisburg. Der Schwesterkonvent in Rot blieb bis 2007 bestehen und wurde dann nach Aulendorf verlegt. 1959 erwarb das Bistum Rottenburg die Klostergebäude und richtete 1960 darin ihr Jugend- und Bildungshaus St. Norbert ein.

## Dokumentensammlung
Größere Teile der schriftlichen Überlieferung des Klosters sind im Hauptstaatsarchiv Stuttgart verwahrt. 1980 wurde diese Überlieferung durch weitere Dokumente, die in das Archiv der Grafen zu Erbach-Erbach und von Wartenberg-Roth in Erbach überführt worden waren, ergänzt. Die Grafen Erbach-Erbach hatten 1818 mit dem Tod Graf Ludwigs von Wartenberg-Roth, des Letzten seines Stammes, die Erbschaft der Grafen von Wartenberg (Kolb von Wartenberg) angetreten, denen im Reichsdeputationshauptschluss 1803 die Abtei Rot zugesprochen worden war. Mit Kaufvertrag vom Dezember 1980 übergab Franz Graf zu Erbach-Erbach und von Wartenberg-Roth, der Chef des Hauses Erbach-Erbach, die damals bereits seit einiger Zeit im Landratsamt Biberach als Depositum verwahrten Archivalien dem Hauptstaatsarchiv Stuttgart.

## Äbte
Nach dem Tod des heiligen Propsts Burchard von Rot an der Rot aus dem Mutterkloster Prémontré (Propst 1126–1140) hatte das Kloster 45 Äbte, bevor es 1803 unter Abt Nikolaus Betscher aufgehoben wurde. Für die Äbte von Berchthold bis Heinrich von Krauchenwies sind Regierungszeit und Reihenfolge unsicher. Das „von“ lässt nicht auf eine adelige Herkunft schließen, sondern ist meist Herkunftsangabe.

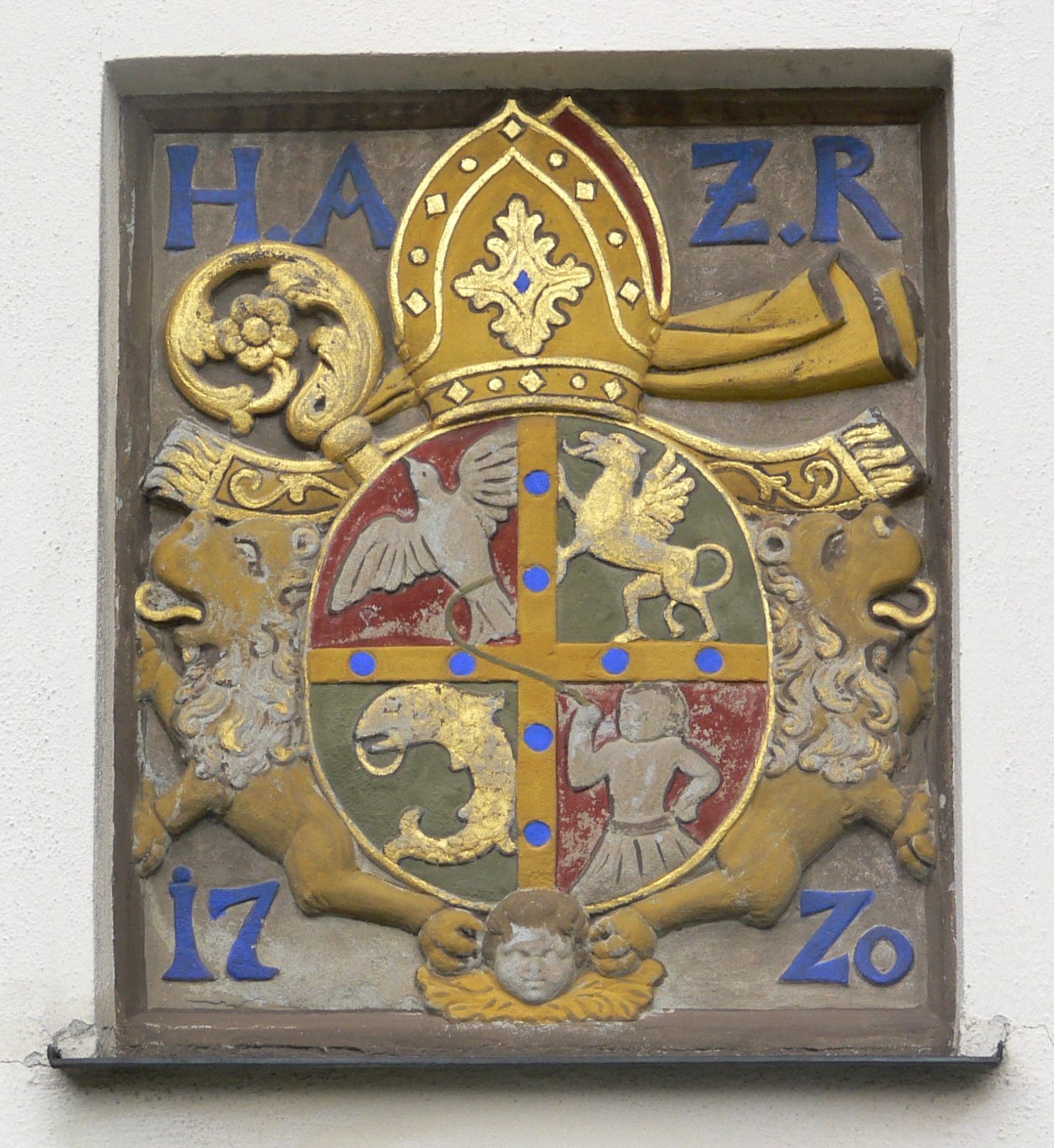
Wappen des Reichsabtes Hermann Vogler am Kirchhof von Maria Steinbach (1720)
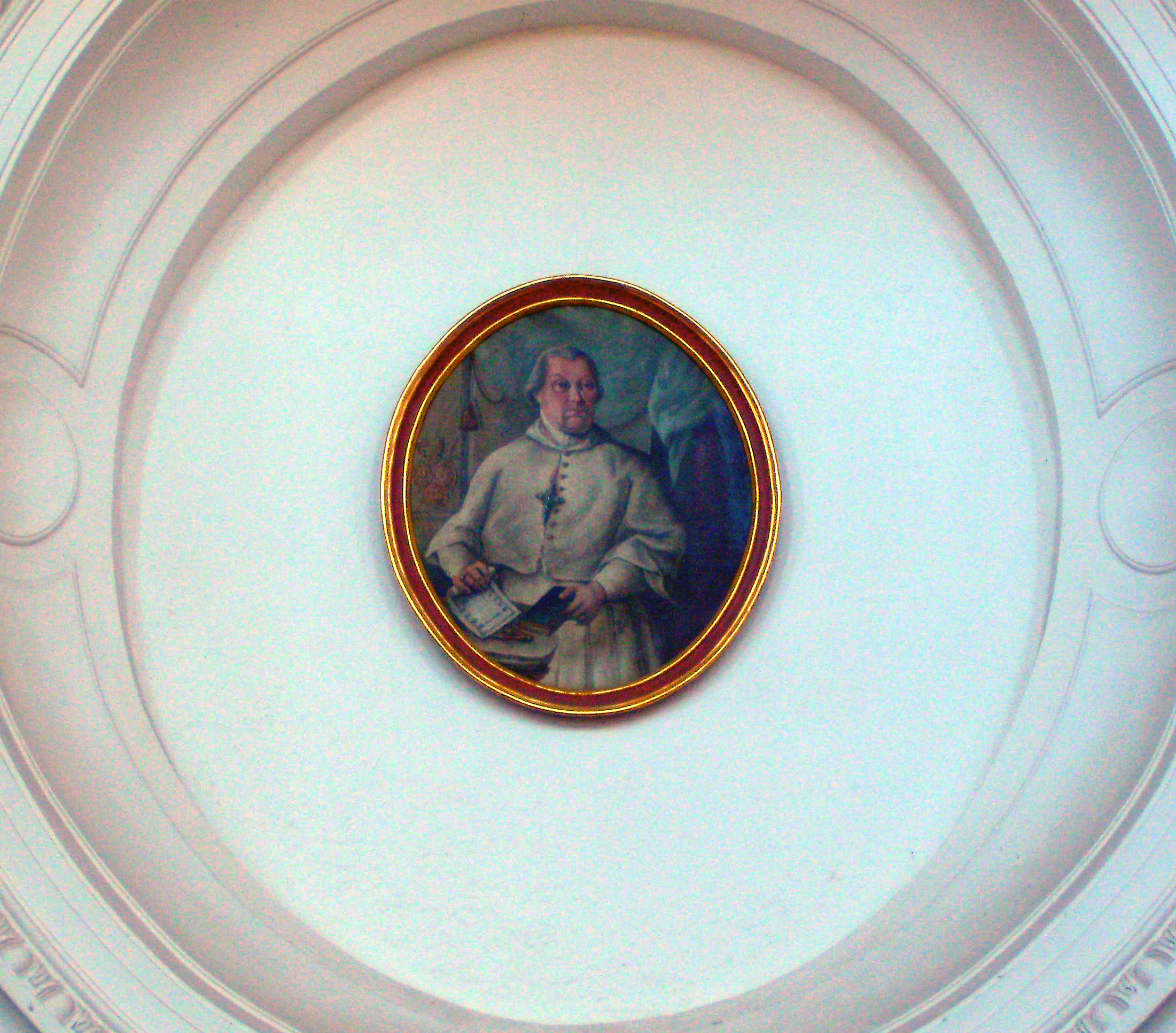
Reichsabt Willebold Held (Abteikirche Rot)
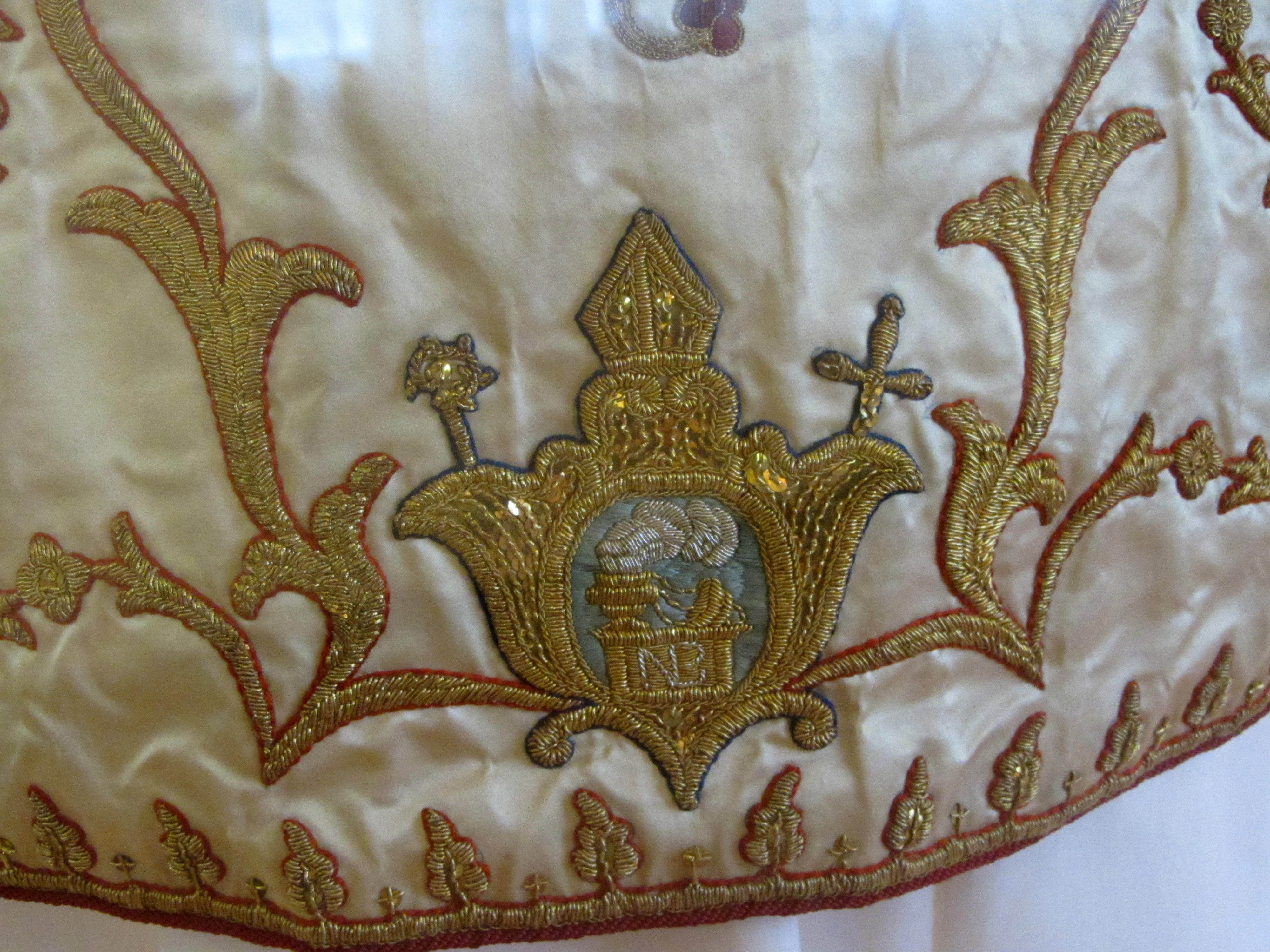
Messgewand mit gesticktem Wappen des 43. Abtes Nikolaus Betschers im Wallfahrtmuseum Maria Steinbach (2012)

- Ottino, 1140–1181
- Berchthold
- Volmar
- Albert, 1217
- Heinrich, 1222
- Werner
- Reinhard
- Berchthold II. von Kellmünz, 1268–1273
- Heinrich II. von Fellheim, 1273, † um 1307
- Konrad von Au, 1308
- Eglolf von Lautrach, 1346
- Heinrich III. von Krauchenwies, 1369–1380
- Konrad II. Frauenbiß von Haslach, 1381–1391
- Johann Barner von Saulgau, 1391–1397
- Petrus I., 1397–1402
- Lucius, 1402–1403
- Verwaltung durch den Abt von Weißenau, 1403–1405
- Petrus II. Städele, 1405–1407
- Friedrich Biedermann, 1407
- Johann II. Geldrich von Ravensburg, 1407–1413
- Jodokus (vorher in Kloster Ursberg), 1413–1414
- Verwaltung durch den Weltgeistlichen Leonhard, Sohn des Truchsessen Johann von Waldburg, 1414–1417
- Heinrich IV. Merk von Munderkingen, 1417–1420
- Martin Hesser von Marchtal, 1420–1457
- Georg Iggenau von Iggenau, 1457–1470
- Johann Moosheim von Memmingen, 1470–1475
- Heinrich Hünlin von Lindau, 1475–1501
- Konrad Ehrmann von Zell, 1501–1520
- Johann Lauginger von Biberach, 1520–1533
- Konrad Ehrmann von Zell, 1533–1543
- Konrad Spleiß von Baustetten, 1543–1549
- Vitus Weber von Wangen, 1549–1556
- Dominikus Freiberger von Biberach, 1556–1560
- Martin Ehrmann von Zell, 1560–1589
- Martin Schlay von Hittisweiler, 1589–1591
- Balthasar Held von Haisterkirch, 1591–1611
- Joachim Gieteler von Waldsee, 1611–1630
- Ludwig Locher von Haselburg, 1630–1667
- Friedrich Rommel von Überlingen, 1667–1672
- Martin Ertle von Greckenhofen, 1672–1711
- Hermann Vogler von Oberstdorf, 1711–1739
- Ignaz Vetter von Kirchheim, 1739–1755
- Ambros Guggenmoos von Stetten im Allgäu, 1755–1758
- Benedikt Stadelhofer von Feldkirch, 1758–1760
- Mauritius Moritz von Biberach, 1760–1782
- Willebold Held von Erolzheim, 1782–1789
- Nikolaus Betscher von Berkheim, 1789–1803

## Literatur

Narrensprung (Umzug) der Narrenzunft Bobohle – Rot an der Rot (2013)

## Weitere bedeutende Chorherren
- Wilhelm Eiselin, Seliger